# Jack Connolly
Jack Connolly, född 15 augusti 1989, är en amerikansk före detta ishockeyspelare som sist spelade för Luleå HF i SHL.

## Spelarkarriär

### College
Connolly spelade för Minnesota Duluth Bulldogs i NCAA under sina fyra år på college- och universitetsnivå i USA. Han gjorde sammanlagt 197 poäng på sina 165 spelade matcher i collegeligan. Säsongen 2011/12 blev han tilldelad utmärkelsen Hobey Baker Award som collegehockeyns bästa hockeyspelare. Trots sina enorma framgångar i collegeligan är han inte draftad av någon NHL-klubb.

### Färjestad BK
Inför säsongen 2012/13 blev han värvad av Färjestad BK.
Connolly presenterade sig direkt när han gjorde två mål på hemmaplan i första matchen i European Trophy mot ZSC Lions.. Connolly fick dock stora skadebekymmer under säsongen och spelade bara 34 matcher.
Säsongen 2013/14 var Connolly helt återställd och spelade 55 matcher och rapporterades för 11 mål och 23 poäng när han samtidigt fick med sig en silvermedalj med sitt Färjestad som fick se sig besegrade i SM-finalen mot Skellefteå AIK.

### Leksands IF
23 april 2014 stod det klart att Connolly valde spel för Leksands IF kommande säsong efter att inte fått något kontraktförslag från Färjestad. Jack får även med sig sin bror Chris Connolly till Leksand som tidigare har spelat i Finland och Tyskland. 
Efter bara 8 matcher i Leksandströjan stod det klart den 7 oktober att Connolly tillsammans med sin bror Chris får sparken från Leksand. 

### Rögle BK
9 oktober 2014 skrev Connolly på ett 1+1-årskontrakt med Rögle BK.

## Statistik

### Klubbkarriär
| 2006–07     | Duluth Marshall School    | USHS        | 31  | 37 | 40  | 77  | —   | —  | — | — | — | — |
| 2007–08     | Sioux Falls Stampede      | USHL        | 58  | 26 | 46  | 72  | 30  | 3  | 0 | 3 | 3 | 0 |
| 2008–09     | Minnesota Duluth Bulldogs | NCAA        | 43  | 10 | 19  | 29  | 47  | —  | — | — | — | — |
| 2009–10     | Minnesota Duluth Bulldogs | NCAA        | 39  | 18 | 31  | 49  | 47  | —  | — | — | — | — |
| 2010–11     | Minnesota Duluth Bulldogs | NCAA        | 42  | 18 | 41  | 59  | 34  | —  | — | — | — | — |
| 2011–12     | Minnesota Duluth Bulldogs | NCAA        | 41  | 20 | 40  | 60  | 28  | —  | — | — | — | — |
| 2012–13     | Färjestad BK              | SHL         | 34  | 8  | 11  | 19  | 16  | 10 | 0 | 5 | 5 | 4 |
| 2013–14     | Färjestad BK              | SHL         | 55  | 11 | 12  | 23  | 45  | 14 | 1 | 2 | 3 | 2 |
| 2014–15     | Leksands IF               | SHL         | 8   | 0  | 0   | 0   | 2   | —  | — | — | — | — |
| 2014–15     | Rögle BK                  | HA          | 40  | 6  | 24  | 30  | 13  | 10 | 1 | 5 | 6 | 2 |
| NCAA totalt | NCAA totalt               | NCAA totalt | 165 | 66 | 131 | 197 | 156 | —  | — | — | — | — |
| SHL totalt  | SHL totalt                | SHL totalt  | 97  | 19 | 23  | 42  | 63  | 24 | 1 | 7 | 8 | 6 |